# Yoann Bebon
Yoann Bebon (ur. 17 kwietnia 1989) – luksemburski lekkoatleta specjalizujący się w biegach sprinterskich. Medalista igrzysk małych państw Europy.
Bebon rozpoczął karierę lekkoatletyczną w 1999 roku. W 2005 roku bez powodzenia startował w biegu na 100 metrów w mistrzostwach świata juniorów młodszych i Europejskim Festiwalu Młodzieży.
W czerwcu 2007 roku Bebon wziął udział w Igrzyskach Małych Państw Europy, gdzie startował w biegu na 400 metrów oraz biegach sztafetowych 4 × 100 i 4 × 400 metrów. W konkurencji indywidualnej Luksemburczyk zajął piąte miejsce, w sztafecie 4 × 400 miejsce trzecie, zaś biegu 4 × 100 zespół z księstwa nie ukończył. Podczas rozgrywanych w lipcu tego samo roku w holenderskim Hengelo Mistrzostw Europy Juniorów Bebon ponownie odpadł w eliminacjach biegów na 100 i 200 metrów.
Podczas kolejnej edycji igrzysk małych państw reprezentant Luksemburga startował w biegach indywidualnych na 100 i 200 oraz sztafecie 4 × 100 metrów. Na Cyprze zajmował odpowiednio 3., 4. (rekord życiowy, strata 0,01 sekundy do miejsca medalowego) i 3. miejsce. W tym samym roku uczestniczył w Pucharze Europy, jak członek sztafety 4 × 100 metrów.
Dwa lata później na igrzyskach małych państw w Liechtensteinie startował w biegu na 100 i 200 metrów oraz w sztafecie 4 × 400 metrów. Na najkrótszym z dystansów zdobył srebrny medal ulegając jedynie Panajotisowi Joanu z Cypru. Na 200 metrów Luksemburczyk zajął miejsce piąte tracąc do podium ponad trzy dziesiąte sekundy. W biegu sztafetowym drużyna z Luksemburga dobiegła na miejscu czwartym.

## Rekordy życiowe

### Na stadionie
| Konkurencja | Rezultat | Data                  | Miejsce     | Zawody                            | Źródła        |
| ----------- | -------- | --------------------- | ----------- | --------------------------------- | ------------- |
| 100 m       | 10,72    | 16 czerwca 2007(dts)  | Dudelange   | Mémorial Sven Gales               | [ 14 ] [ 15 ] |
| 200 m       | 21,65    | 6 czerwca 2009(dts)   | Nikozja     | Igrzyska Małych Państw Europy     | [ 15 ]        |
| 400 m       | 48,98    | 7 czerwca 2007(dts)   | Monako      | Igrzyska Małych Państw Europy     | [ 15 ]        |
| 4 × 100 m   | 42,21    | 23 czerwca 2007(dts)  | Zenica      | Puchar Europy (Grupa B II ligi)   | [ 15 ]        |
| skok w dal  | 7,06     | 13 sierpnia 2006(dts) | Schifflange | Schifflange Meeting International | [ 15 ]        |

### W hali
| Konkurencja | Rezultat | Data                  | Miejsce     | Zawody                          | Źródła |
| ----------- | -------- | --------------------- | ----------- | ------------------------------- | ------ |
| 50 m        | 6,18     | 14 lutego 2009(dts)   | Paryż       | Młodzieżowe Mistrzostwa Francji | [ 15 ] |
| 60 m        | 6,93     | 3 lutego 2007(dts)    | Luksemburg  | Mistrzostwa Luksemburga         | [ 15 ] |
| 200 m       | 22,10    | 27 stycznia 2007(dts) | Luksemburg  | Pedus Indoor Meeting            | [ 15 ] |
| 400 m       | 49,92    | 29 stycznia 2007(dts) | Luksemburg  | Pedus Indoor Meeting            | [ 15 ] |
| 4 × 200 m   | 1:28,51  | 11 lutego 2007(dts)   | Saarbrücken | Saar-Lor-Lux Indoor Cup         | [ 16 ] |